# Fairchild Hiller FH-1100
O FH-1100 foi um helicóptero projetado pela Hiller Aircraft sob a designação HO-5. O modelo participou da concorrência do Exército dos Estados Unidos para um helicóptero leve de observação. A Hiller acabou perdendo a concorrência para o OH-6 Cayuse da Hughes.
Posteriormente a Hiller foi adquirida pela Fairchild Aircraft, nascendo assim a Fairchild Hiller Corporation. A Fairchild Hiller decidiu retomar o projeto HO-5 em 1965 e acabou criando o modelo FH-1100. O primeiro exemplar foi completado em junho de 1966.